# Централизованное тестирование
Централизованное тестирование — форма вступительных испытаний, организованная на основе педагогических тестов, стандартизированных процедур проведения тестового контроля, обработки, анализа и представления результатов, используемая для проведения конкурса при поступлении в учреждения, обеспечивающие получение высшего, среднего профессионального и профессионально-технического образования Беларуси и России.
По результатам тестирования участники получают сертификаты установленного образца с указанием количества набранных баллов. В России баллы затем переводятся приёмной комиссией вуза в шкалу оценок. При переводе учитывается средний балл, набранный всеми участниками тестирования, поступающими в данный вуз. В Беларуси общий балл формируется на основе суммирования баллов, полученных в ходе тестирования (максимальная оценка за тест 100 баллов) по всем сданным предметам, и среднего балла аттестата, умноженного на десять (в Беларуси используется десятибалльная система оценки знаний).

## Тестирование в России
Централизованное тестирование в России проводится с 1995 года на коммерческой основе. К участию в централизованном тестировании допускаются лица, имеющие общее среднее образование и учащиеся выпускных классов общеобразовательных школ. Но тем не менее, участвовать потенциально может любой, по крайней мере достигший 14 лет, так как справка из школы или аттестат для участия не требовалась (в отличие от пробных экзаменов или олимпиад).
Тестирование проводится один раз в год по утверждённому расписанию. Обычно тестирование проводится в апреле, поэтому его часто называют апрельским тестированием. Разница в форматах показана в таблице. Кроме этого, ЕГЭ развивался фактически из тестирования.
Таблица приведена на 2002—2003 год, стоимость попытки максимум 180 рублей за первый и второй тест, 120 за каждый следующий. В 2001 году 120, далее 100 соответственно. Тарифы указаны для Москвы, регионам указывались по принципу не более. Льготы предоставлялись только детям сиротам.
В случае бесплатной сдачи плата 50 рублей, но только за положительную оценку.
| основание            | ЦТ (в РФ) | ЕГЭ |
| Формат               | автоматизированная проверка бланков или компьютерное тестирование (последнее в таблице не приведено). В 2001 году компьютерное можно было сдать в формате Телетестинг.                                  | автоматизированная проверка бланков A, B; ручная — C. |
| Количество предметов | 14 | все |
| Территория           | Территория вуза. Абитуриент имеет право выбирать площадку, но сдача платная. Время выбирает вуз с учётом возможных занятий у школьников, а также свободности аудиторий и людей.                         | Может быть как территория школы, так и территория вуза или большое помещение. Выбор площадки затруднителен. Время единое.                                       |
| Количество вопросов  | часть А 18-48 (кол-во варьируется в зависимости от предмета) с одним вариантом из 5, часть B — 8-12 вопросов                                                                                            | часть А — 40 с одним вариантом из 4, В, также C |
| Исправления          | часть А до 6, часть B — до 2 вопросов (указывается в поле ниже номер вопроса и исправленный вариант) | часть А до 10, Б — до 2 вопросов, C — не допускается |
| Попытки сдачи        | Возможно сдать централизованное тестирование по десяти предметам, часть две- в том числе повышенной сложности, теоретически три с учётом компьютерного тестирования, которое проходило ранее по времени | Одна попытка, результат обязателен как для абитуриента, так и для вуза. Возможна (и обязательна) пересдача только одной оценки, неудовлетворительной для школы. |
| Школьный экзамен     | Можно засчитать за результат школьного выпускного экзамена кроме русского языка или математики. Школа не обязана засчитывать результат и по остальным предметам                                         | Является выпускным экзаменом |
| Действителен         | До конца календарного года | 5 лет (включая год сдачи экзамена) |

В 2006 году более 200 тыс. человек подали свои сертификаты в приёмные комиссии вузов, а свыше 73 тыс. человек поступили в вузы с помощью централизованного тестирования.
Информационное и организационное сопровождение централизованного тестирования в РФ осуществляет Федеральный центр тестирования.

### Специальные случаи и интересные моменты
- Сертификат представляет собой 1/3 бланка. Изготавливается всем, получившим условную школьную 4 или 5. Можно заказать «тройку» по телефону.
- В сертификатах указан т. н. «Процентиль», то есть процент тестируемых, которые ответили хуже данного тестируемого. Носит справочную функцию.
- В 2001 году сертификаты тестирования выдавались по результатам весеннего потока олимпиады «Телетестинг», информацию о которой многие узнали из телеигры «Я знаю Всё». Получали лучшие 25 % школьников (по математике лучшие 10 %), при условии указания в заявке что учились в 11 классе. Результат определялся рейтинговым способом, где за 100 % определялся лучший результат (в зависимости от сложности вопроса, выдаваемого при правильном ответе на предыдущие, и «честных пропусков»). Что интересно, в сертификаты, полученные данным способом, шёл именно процентиль. Осенние и зимние сессии Телетестинга считались пробными.
- Централизованное тестирование выполняло и социальную функцию: практически все технические вузы принимали как экзамен по русскому языку. Прежде всего, это помогло страдающим дисграфией закрепиться в жизни, а также лучше подготовиться к двум экзаменам, а не к трём. Некоторые вузы, например МГСУ (ранее известный как МИСИ) принимали и сертификаты, и само тестирование (в 17:00 по будням, в 10:00 по выходным). При этом отличную оценку надо было подтверждать на собеседовании (если не сдавали в данном вузе).

## Тестирование в Беларуси
К участию в централизованном тестировании допускаются лица, имеющие общее среднее образование. Тестирование проводится для оценки знаний, которая используется для проведения конкурса при поступлении в высшие, средние специальные и профессионально-технические учреждения образования Республики Беларусь.
Тестирование проводится в один день и в одно время по всей Республике. Централизованное тестирование в Беларуси проводится в вузах, колледжах и техникумах. Абитуриенты, опоздавшие на тестирование и пришедшие после вскрытия конвертов с бланками ответов и заданиями, к тестированию не допускаются. Абитуриенты, не пришедшие на тестирование по уважительной причине, которая подтверждена документально, могут пройти тестирование в любой из трёх резервных дней. В резервные дни проходят тестирования по всем предметам, в установленных учреждениях образования.
Абитуриентам, прошедшим централизованное тестирование, выдаётся сертификат по каждому из трёх предметов. Сертификат является действительным два календарных года.
C 2023 года выпускники школ сдают два централизованных экзамена в школе и только одно ЦТ по выбору.

### РИКЗ
Сопровождение централизованного тестирования в Республике Беларусь осуществляется учреждением образования «Республиканский институт контроля знаний (РИКЗ)»: ознакомление с документами, регламентирующими вступительную кампанию, предоставление сведения о сборниках и методических пособиях для подготовки к централизованному тестированию, оперативное предоставление результаты репетиционного и централизованного тестирования, квалифицированные ответы на вопросы о тестировании.

### 2004
Первый год проведения централизованного тестирования. Тестирование проводится весной и его результаты принимаются наравне с экзаменами в вузах.
Задания по английскому языку представлены по следующим разделам: грамматика и лексика, чтение, задания открытого типа.

### 2008

#### Результаты
- Русский язык: 47 % абитуриентов считают, что слово «ухажёр» пишется как «ухажОр», а «шёпот» — как «шОпот», 20 % абитуриентов написали «безвкусный» с буквой С («беСвкусный»), 13 % — «бесшумный» с буквой З («беЗшумный»), 18,06 % абитуриентов написали «полуинтеллигент» через дефис: «полу-интеллигент».
- Математика: 40 % участников срезались на задании: определить площадь кухни.
- Биология: Задание — «Запишите название класса животных, определив его по описанию: многочисленная группа животных, большей частью наземных, имеют хорошо выраженную голову с усиками и ротовыми придатками, грудной отдел состоит из трёх сегментов», лишь 22 процента участников тестирования ответили правильно — насекомые[4].
- Английский язык — изменения количества заданий в частях А (стало 48) и В (стало 12). Появились задания на оценку уровня сформированности социокультурной компетенции.

### 2009
Согласно декрету главы государства № 15 учебные занятия в белорусских школах осуществляются с 1 сентября по 1 июня. Прорабатывается вопрос о выдаче сертификатов ЦТ всем, кто получил на централизованном тестировании от 1 и выше баллов. Выдача сертификатов всем абитуриентам «увеличит их шансы на поступление в вузы и ссузы как бюджетной, так и частной форм собственности». Получение сертификата ЦТ даст возможность поступающим выбрать для получения образования, в том числе ссузы.

### 2012 год
В 2012 году вступило нововведение в ЦТ Республики Беларусь. Теперь по каждому предмету надо набрать не меньше 7 баллов из 100, в противном случае абитуриент лишается возможности поступить в ВУЗ.

### 2013 год
В 2013 году планка поднялась, причём неравномерно. Для языков — 10 баллов. Для математики, физики, химии, биологии порогом стало 15 баллов. 20 баллов для всех остальных наук. Такие условия сильно повлияли на поступление в вузы. К примеру: в 2012 году количество абитуриентов не набравших нужное количество баллов составило 155 тыс. В 2013 г. после существенного роста минимального балла показатель стал гораздо меньше — 40682 человек.

### 2014 год
2014 год оказался годом стабильности и выпускники, ожидавшие рост минимальных баллов, вздохнули с облегчением. Баллы остались прежними. Количество набравших недостаточных баллов, так же примерно одинаково — около 50 тыс. чел. Содержание тестов, по сравнению с прошлыми годами, не изменилось.

### 2015 год
В 2015 году были внесены серьёзные изменения в проведение Централизованного тестирования. Установлены следующие минимальные пороги баллов:
- по первому предмету профильного экзамена: «Математика», «Физика», «Химия», «Биология» — от 0 до 14; «История Беларуси», «Всемирная история новейшего времени», «Обществоведение», «География», «Иностранные языки (английский, немецкий, французский, испанский)» — от 0 до 19;
- по второму предмету профильного экзамена: «Математика», «Физика», «Химия», «Биология» — от 0 до 9; «История Беларуси», «Всемирная история новейшего времени», «География», «Иностранные языки (английский, немецкий, французский, испанский)» — от 0 до 14; «Русский язык», «Белорусский язык» — от 0 до 9[9].

На Централизованном тестировании 2015 впервые появится экзамен по китайскому языку.

### 2016 — 2017 год
Для тех, кто хочет поступать в вузы Минобороны, МЧС, Госпогранкомитета, МВД (на бюджетные места при недоборе), на военные факультеты остальных вузов или же на специальности «Производство, хранение и переработка продукции растениеводства», «Животноводство. Рыбоводство. Пчеловодство», «Сельское строительство и обустройство территорий», «Мелиорация и водное хозяйство», «Агроинженерия» по учебным предметам: белорусский язык, русский язык, математика, физика, химия, биология, история Беларуси, всемирная история новейшее время, обществоведение, география, иностранные языки (английский, немецкий, французский, испанский, китайский) отрицательными будут считаться отметки от 0 до 4 баллов включительно. То есть абитуриенту нужно набрать минимум 5 баллов.
На сайте РИКЗ доступны демонстрационные варианты тестов централизованного тестирования по всем предметам и спецификации проверяемых тем по всем предметам, входящих в состав ЦТ.

### 2018—2019 год
В 2018 году было заявлено о новой схеме расчета тестового балла, начиная с ЦТ-2019. К тому же, по такой схеме производился расчет с 1-го этапа репетиционного тестирования (РТ) 2018—2019. Теперь абитуриент получает за каждое правильно решенное задание по определенному количеству первичного балла. Затем, в зависимости от суммы первичного балла, полученного абитуриентом во время его выполнения, выводится итоговый балл. Также ввелось понятие «частично верно», за которое, в случае допущенной одной ошибки в выполнении задания, начисляется половина первичного балла, предусмотренного заданием. По итогам ЦТ-2019 это вызвало волну возмущений среди учителей, репетиторов и абитуриентов.

### 2019—2020 год
Уже на Репетиционном тестировании 2019—2020 года стало известно о повышении количества заданий в ЦТ по математике и физике до 32, вместо 30. Также, с целью того чтобы понизить вероятность угадывания ответа на задание, в тех заданиях, где было 4 варианта ответа — стало 5.

### 2020 год
Проведение ЦТ было перенесено на 2 недели, в связи с пандемией COVID-19. Вместо, 13 июня, тестирование началось 25 июня с белорусского языка. А закончится 16 июля, всемирной историей. Резервные дни, 19 и 21, 23 июля. 19 июля, резервный день для сдачи всех предметов, 21 июля — белорусский и русский языки, 23 июля — обществоведение, математика, биология, иностранный язык, химия, физика, история Беларуси, география, всемирная история (новейшее время). Выдача сертификатов начнётся с 24 июля, для абитуриентов сдавших ЦТ в основные дни, с 29 июля для тех кто сдавал тестирование в резервные дни.

### 2023 год
В этом году произошло сильное изменение структуры ЦТ: уменьшена часть заданий А и увеличена часть Б. Например, 18 и 22 вопросов в английском языке.

##### 2024 год
По белорусскому языку — максимальные 100 баллов, получило 6 абитуриентов.
По русскому языку: 100 баллов заполучили 20 абитуриентов.
Максимальные 100 баллов по обществоведению получили 81 человек.
На математике 100 баллов получили 122 абитуриента.
По физике 100 баллов получили 114 человек.
По химии 100 баллов получили 71 человек.
По иностранному языку максимальный балл получили 159 человек.

### Предметы
На данный момент централизованное тестирование проводится по следующим предметам:
1. Русский язык;
2. Белорусский язык;
3. Физика;
4. Математика;
5. Химия;
6. Биология;
7. Иностранные языки (английский, немецкий, французский, испанский, китайский);
8. История Беларуси;
9. Обществоведение;
10. География;
11. Всемирная история (новейшее время);
12. История Беларуси в контексте всемирной истории.

### Результаты

#### Окончательные (итоговый балл)
Поступают на сайт РИКЗ «Республиканский институт контроля знаний» после шкалирования — не ранее, чем через 10-12 рабочих дней после тестирования (для проведения процедуры шкалирования необходимо собрать результаты тестирования со всей Беларуси). Получать результаты ЦТ абитуриенты могут как на сайте РИКЗ, так в пунктах проведения тестирования и по СМС.

###### Сайт РИКЗ
Для получения результатов через сайт РИКЗ, нужно:
1. Открыть интернет страницу result.rikc.by
2. Выбрать год проведения ЦТ
3. Ввести серию, номер паспорта, номер бланка, выбрать предмет, ввести код на картинке
4. Нажать кнопку «Найти результат», и получить результат

#### Публикация
На сайте РИКЗ «Республиканский институт контроля знаний» по мере их обработки. Проходные баллы в вузы можно найти на студенческом портале abiturient.by

## Аналоги ЦТ в других странах
- Во многих странах Европы — Matura;
- В США — SAT и ACT;
- В Великобритании — A-level;
- В Германии и Австрии — Abitur;
- Во Франции — Baccalauréat en France (Bac);
- В Российской Федерации — Единый государственный экзамен;
- В Молдавии и Румынии — Bacalaureat (BAC);
- В Казахстане — Единое национальное тестирование и Комплексное тестирование абитуриентов;
- На Украине:
  - Внешнее независимое оценивание (ВНО) — форма вступительных испытаний для получения первой степени высшего образования — бакалавриата;
  - Единственный вступительный экзамен (ЕВЭ) — форма вступительных испытаний для получения второй степени высшего образования — магистратуры и третий степени высшего образования — аспирантуры;
  - Единственное профессиональное вступительное испытание (ЕПВИ) — форма вступительных испытаний для получения второй степени высшего образования — магистратуры, которая предполагает оценку уровня подготовленности поступающего по специальности.
- В Кыргызстане — Общереспубликанское Тестирование;
- В Армении — Единые экзамены;
- В Грузии — Единые национальные экзамены;
- В Таджикистане — Централизованные вступительные экзамены.